# Cosmia mediorufa
Cosmia mediorufa är en fjärilsart som beskrevs av Embrik Strand 1921. Cosmia mediorufa ingår i släktet Cosmia och familjen nattflyn. Inga underarter finns listade i Catalogue of Life.